# Vymítač ďábla: Zrození
Vymítač ďábla: Zrození (v anglickém originále Exorcist: Beginning) je americký hororový film z roku 2004, čtvrtý díl filmové série Vymítač ďábla a prequel k filmu Vymítač ďábla (1973). Režie se chopil finský filmař Renny Harlin. Film byl vytvořen na základě charakterů z knih Williama Petera Blattyho. Snímek pojednává o mladém otci Lankesteru Merrinovi, který po prožitých hrůzách 2. světové války přesouvá do Britské Keni, aby se zúčastnil archeologických vykopávek a utekl bolestivé minulosti. Během průzkumu byzantského křesťanského kostela je však probuzeno starodávné zlo, jehož zneškodnění bude znamenat pro otce Merrina dosud nejtěžší životní zkoušku. Hlavní role zde ztvárnili Izabella Scorupco, James D'Arcy a Stellan Skarsgård jako otec Lankester Merrin. Film po svém uvedení obdržel negativní recenze, avšak finančně byl úspěšným.